# Йенике, Иоанн Фридрих
Иоанн Фридрих Йенике (нем. Johann Friedrich Jaennicke, 7 января 1831, Франкфурт-на-Майне — 1 апреля 1907, Майнц) — немецкий энтомолог и писатель по истории и теории искусств.
Помимо работ по энтомологии, особенно о двукрылых, Йенике напечатал «Handbuch der Aquarellmalerei» (Штутгарт, 1875; 5 изд., 1893); «Handbuch der Oelmalerei» (Штутгарт, 1878; 4 изд., 1893); «Grundriss der Keramik» (Штутгарт, 1879— главный труд Йенике); «Figuren- und Blumenmalerei in Aquarell» (Штутгарт, 1889); «Handbuch der Glasmalerei» (Штутгарт, 1890); «Handbuch der Fayence- und Porzellanmalerei» (Штутгарт, 1891); «Uebersicht der gesammten keramischen Literatur» (Штутгарт, 1882); «Deutsches Steinzeug im Mettlacher Museum» (Майнц, 1884).
Под псевдонимом Фридрих Монтанус Йенике издавал путеводитель «Der Odenwald». На русском языке переведены «Практическое руководство к живописи масляными красками» (СПб., 1891).